# Persée et Andromède (Lemoyne)
Pour les articles homonymes, voir Persée et Andromède.
 (octobre 2016).
Si vous disposez d'ouvrages ou d'articles de référence ou si vous connaissez des sites web de qualité traitant du thème abordé ici, merci de compléter l'article en donnant les références utiles à sa vérifiabilité et en les liant à la section « Notes et références ».
Persée et Andromède est une huile sur toile du peintre français François Lemoyne (1688-1737), datant de 1723 et mesurant 184 par 151 cm. Elle est conservée à la Wallace collection, à Londres.

## Historique de l'œuvre
Selon Donat Nonnotte, François Berger a été le premier acquéreur de ce tableau. 

## Analyse

### Sujet
Le tableau présente le thème mythologique de Persée et Andromède, inspirée des Métamorphoses d'Ovide (livre IV). La scène se déroule en Éthiopie. La mère d'Andromède, Cassiopée, reine d’Éthiopie, proclame que sa fille est plus belle que toutes les nymphes de la mer, les Néréides. Cet affront provoque la colère de Poséidon, dieu de la mer, qui décide d'envoyer un monstre marin ravager le pays. Après avoir consulté l'oracle d'Ammon, le roi, Céphée, décide d'offrir sa fille au monstre afin d'arrêter le désastre. Persée, de retour de sa victoire face à la gorgone Méduse, aperçoit Andromède, enchaînée nue à un rocher au bord du rivage. Tombant instantanément amoureux de la princesse, il promet à Céphée de tuer le monstre marin à condition d'épouser Andromède. Persée attaque alors le monstre à l'aide de son épée recourbée et le tue.  
En effet, Andromède attachée à un rocher s'apprête à être dévorée par un monstre marin. Persée, suspendu dans les airs, va abattre son épée sur le monstre. Au loin, sur l'autre rive, des personnes sont témoins de la scène, sans doute trop éloignés pour savoir qui en sortira vainqueur.

### Composition
Un dynamisme important se dégage de ce tableau. Tout d'abord, le format rectangulaire de la toile fait écho à la verticalité du geste d'Andromède, qui allonge le bras gauche. De plus, le monstre marin, en bas à gauche, est tronqué. Ceci invite alors le spectateur à imaginer au-delà du tableau et instaure du dynamisme dans la scène. Nous sommes en effet face à la représentation d'un instantané, le mouvement est pris sur le vif. Les pieds respectifs de Persée et Andromède encadrent le monstre, ce qui accentue la position de faiblesse de celui-ci. De plus, Persée et Andromède ont respectivement le bras droit et le bras gauche levé, ce qui accentue la verticalité de la toile. Le bras gauche d'Andromède épouse d'ailleurs le mouvement du drapé de Persée, en courbe. Enfin, les jeux de regards ont leur importance étant donné qu'Andromède regarde Persée, qui lui, regarde le monstre, qui regarde Persée. Ce dernier échange de regard donne de la tension à la scène.  

### Esthétique
François Lemoyne s'inspire des peintres vénitiens, tel Titien. Il inverse notamment la composition du Persée et Andromède de Titien (1554, 175 × 189 cm, Wallace Collection, Londres).